# Escut i bandera d'Alcoleja
L'escut i la bandera d'Alcoleja són els símbols representatius oficials d'Alcoleja, municipi del País Valencià, a la comarca del Comtat.

## Escut d'armes
L'escut d'armes de Planes té el següent blasonament oficial:
| « | Escut quadrilong de punta redona, partit. Al primer quarter, en camp de gules, una torre d'or, maçonada i aclarida de sable. Al segon quarter, en camp d'atzur, una muntanya d'argent, sobremuntada d'una flama d'or. Per timbre, una corona reial oberta. | » |

## Bandera
La descripció oficial de la bandera de Planes és la següent:
| « | Bandera de proporcions 2:3. De roig, l'escut municipal al centre, timbrat. | » |

## Història
L'escut d'armes fou aprovat per Resolució del 26 de juliol de 1994, del conseller d'Administració Pública (DOGV núm. 2.350, del 21 de setembre de 1994). La bandera, d'altra banda, fou aprovada per Resolució del 13 d'octubre de 1998, del conseller de Presidència (DOGV núm. 3.396, del 18 de desembre de 1998).
La torre fa referència al palau dels marquesos de Malferit, on destaca la torre cilíndrica. La muntanya amb la flama és un senyal al·lusiu a sant Vicent Ferrer, patró de la vila.